# 나제니 홉한니샨
나제니 홉한니샨(아르메니아어: Նազենի Հովհաննիսյան, 1982년 7월 18일 ~ )은 아르메니아의 배우이다.